# Csatári-Szüts Kálmán
Csatári-Szüts Kálmán (Nyírmártonfalva, 1912. március 9. – Budapest, 1973. június 16.) növénynemesítő. 

## Életrajza
1912. március 12-én született Nyírmártonfalván. 1938-ban szerzett oklevelet a budapesti Kertészeti Tanintézetben, majd 1938-tól különböző zöldségmag-termesztő telepeken dolgozott. 1945 után zöldségfajták minősítésével és minőségi magtermesztéssel foglalkozott. 
1951-től a Kertészeti Kutató Intézet tudományos munkatársa, majd főmunkatársa volt.
Budapesten halt meg, 61 évesen, 1973. június 16-án.

## Munkássága
Zöldségnemesítő tevékenységével számos új bab-, borsó-, kelkáposzta-, retek- és salátafajtát állított elő. 13 fajtája "államilag elismert fajta" minősítést kapott. 
Legjelentősebb eredményeit a hüvelyesek nemesítésével érte el. Megalapozója volt a Kertészeti Kutató Intézet fajtafenntartó nemesítési tevékenységének. 
A Magy. Agrártudományi Egyesület vezetőségi tagja, a zöldségtermesztési szakosztály alelnöke volt. Munkásságát 1972-ben a Fleischmann Rudolf-emlékéremmel ismerték el.

## Főbb munkái
- Kertészeti magtermesztés (Szathmáry Gézával, Tiborcz Györggyel, Budapest, 1961)
- Borsó- és babtermesztés (Komjáti Istvánnal, Budapest, 1963)
- Étkezési szárazbabtermesztés (Bálint Istvánnéval, Budapest, 1973)
- A zöldbab korszerű nagyüzemi termesztése (Bálint Istvánnéval, Budapest, 1973)